# Резонанс Ліндблада
Резонанс Ліндблада — це орбітальний резонанс, в якому епіциклічна частота об'єкта (частота повторюваності перицентрів) є кратним значенням збуджуючої частоти. Названий на честь шведського астронома Бертіла Ліндблада. Подібні резонанси, як правило, мають тенденцію до збільшення ексцентриситету орбіти об'єкту і впливають на довготи перицентрів, вишиковуючи їх у фазі зі збудженням. Резонанс Ліндблада створбє спіральні хвилі густини як у галактиках (де зорі підлягають збудженню самими спіральними рукавами), так і, наприклад, в кільцях Сатурна (де кільцеві частинки підпадають під вплив супутників Сатурна).
Резонанс Ліндблада впливає на зорі на таких відстанях від центра дискової галактики, де власні коливання радіальної складової орбітальної швидкості зорі близькі до частоти максимумів гравітаційного потенціалу, що виникають під час її руху крізь спіральні рукави або в гравітаційному полі бара. Якщо орбітальна швидкість зорі навколо галактичного центру більша за швидкість тієї частини спірального рукава, через яку вона проходить, виникає внутрішній резонанс Ліндблада — якщо менша, — то зовнішній. При внутрішньому резонансі орбітальна швидкість зорі збільшується, рухаючи зорю назовні, а при зовнішньому — зменшується, що викликає рух всередину.
Якщо відхилення потенціалу від осьової симетрії невелике, його можна представити як суму осесиметричного потенціалу і деякого збурення, яке обертається з кутовою швидкістю {\displaystyle \Omega _{b}}. Рух частинок також можна розглядати як близький до колового з частотою {\displaystyle \Omega _{0}} на радіусі {\displaystyle R_{0}}, і, отже, використовувати епіциклічну частоту {\displaystyle \kappa _{0}}. Таким чином, збурення через неосесиметричність потенціалу на орбіті діють з частотою {\displaystyle m(\Omega _{0}-\Omega _{b})}, де {\displaystyle m} — ціле число, що відповідає степеню симетрії потенціалу: найчастіше розглядають {\displaystyle m=2} що відповідає бару або спіральній структурі, що складається з двох рукавів. Якщо ця частота збігається з {\displaystyle \kappa _{0}}, то між власними епіциклічними коливаннями та збуренням виникає резонанс. Якщо {\displaystyle m(\Omega _{0}-\Omega _{b})=\kappa _{0}}, то це внутрішній резонанс Ліндблада, якщо ж {\displaystyle m(\Omega _{0}-\Omega _{b})=-\kappa _{0}} — зовнішній. Існують і інші, менш важливі резонанси Ліндблада, кожен із яких розташований на своєму радіусі. В окремо взятій галактиці можуть спостерігатися деякі з них, а може й не спостерігатися жодних.

## Подальше читання
- Murray, C.D., and S.F. Dermott 1999, Solar System Dynamics (Cambridge: Cambridge University Press).

## Ровнішні посилання
- Three-Dimensional Waves Generated At Lindblad Resonances In Thermally Stratified Disks — Lubow & Ogilvie